# Roméo et Juliette, de la haine à l'amour
Roméo et Juliette, de la haine à l'amour (literalmente en español: Romeo y Julieta, del odio al amor) es un musical francés basado en la obra de William Shakespeare: Romeo y Julieta, con música y letra de Gérard Presgurvic. Fue estrenado en París el 19 de enero de 2001. La producción fue dirigida y coreografiada por Redha, con trajes de Dominique Borg y la configuración de Petrika Ionesco. Los productores fueron Gérard Louvin, GLEM, y Universal Music.
El musical se ha realizado en Canadá, Amberes, Londres, Ámsterdam, Budapest, Szeged, Moscú, Viena, Bucarest, Seúl, Pusan (Corea del Sur), Taipéi, Monterrey, Japón y próximamente se realizará en Argentina. Igualmente ha sido traducido a varios idiomas, incluyendo flamenco, húngaro, ruso, Inglés, alemán, español, rumano, japonés y coreano.

## Argumento

### Acto I
Una disputa de largo tiempo entre las dos familias principales de la ciudad de Verona, los Montesco y los Capuleto, regularmente entra en erupción en violencia en las calles de la ciudad. Irritado, el Príncipe de Verona, decreta, bajo pena de muerte, la prohibición absoluta de los combates en la ciudad (Vérone). Mientras la Señora Capuleto y la señora Montesco denuncian la violencia de los dos clanes (La Haine), Romeo (el único heredero de los Montesco) y Julieta (la única heredera de los Capuleto) están esperanzados en busca de amor (Un jour).
En la residencia de los Capuletos, un baile es llevado a cabo de manera que Julieta pueda cumplir con el conde de París, que le preguntó al Señor Capuleto por su mano (La Demande en mariage) la Nodriza y la Señora Capuleto les dice que se tiene que casar (Tu Dois te Marier). En Verona, Romeo y sus amigos, Mercucio y Benvolio, pasean por las calles (Les Rois du Monde, La folie). Romeo tiene miedo de que puedan morir (J'ai peur). Con la esperanza de distraerlo, Benvolio y Mercucio, lo persuaden para que les acompañe, disfrazado, a un baile que se celebra en la casa de los Capuleto (Le bal). Ve por primera vez a Julieta, la hija de los Capuleto, Romeo al instante se enamora de ella, sin saber quién es ella (L'amour heureux). Teobaldo reconoce a Romeo y le dice a los Capuleto, Julieta le pregunta a la Nodriza qui es él y le dice que es Romeo Montesco el hijo de sus enemigos (Le bal 2). Teobaldo, destrozado  (ya que ama a Julieta en secreto), reconoce que él es el hijo del odio y del desprecio (C'est pas ma faute).
Después del baile, Julieta se refugia en su habitación y sueña con Romeo (Le poète), que la corteja con gran riesgo personal en el jardín de los Capuleto. Los amantes planean casarse en secreto, tan pronto como sea posible (Le balcon). Sabiendo que sus familias no estarán de acuerdo con su matrimonio, Romeo se encuentra Fray Lorenzo y le pide que los case. Él acepta la esperanza de que esta unión va a reconciliar a las dos familias (Par amour).
Por la mañana, Romeo se reúne con sus amigos y le dice a la Nodriza de quien todos se burlan de ella (Les Beaux, les laids), que Fray Lorenzo los casara en la tarde siguiente. La Nodriza, que ama profundamente a Julieta como su propia hija, anuncia la buena noticia a Julieta (Et voilà qu'elle aime). Finalmente, Romeo y Julieta se casan (Aimer)

### Acto II
Al día siguiente, Benvolio y Mercucio encuentran a Romeo: lo acusan de traición (El dit dans la rue). En las calles de Verona, Teobaldo (sin pensar de su nuevo lazo de sangre con Romeo) lo busca a Romeo (C'est le jour) y cuando lo encuentra, lo reta a una pelea, que Romeo se niega (Le duel). Mercucio, asume el reto y es herido de muerte. Impulsada por la culpa y la venganza, Romeo mata a Teobaldo (Morte Mercucio). Las dos familias, sumergidas en el luto, le piden al Príncipe la venganza (La Vengeance). Finalmente, el Príncipe destierra a Romeo de Verona y reflexiona sobre el poder político (Le pouvoir). En su habitación, Julieta se entera de la mala noticia por la Nodriza. Ella se debate entre el amor por su primo y su marido. Romeo va a ver a Fray Lorenzo. Él piensa que el destierro es peor que la muerte (Duo du désespoir).
Romeo y Julieta pasar su noche de bodas juntos y Romeo huye a Mantua (Le chant de l'alouette). Poco después de que su marido se ha ido, Julieta es informada por sus padres que ella va a casarse a París. Ella se niega y ellos amenazan con repudiarla (Demain). Molesto, el Señor Capuleto canta sobre el amor que siente por su hija (Avoir une fille). En su habitación, Julieta le pregunta por qué tiene que obedecer (Pourquoi). En Mantua, Romeo piensa en Julieta. En su desesperación, vuelve a ver a Fray Lorenzo, quien diseña un ingenioso plan, que espera que en última instancia, traerá un final feliz, tanto para los amantes y sus dos familias (Sans elle).
Julieta parece estar de acuerdo con los planes de matrimonio, pero en la noche antes de la boda, ella toma un medicamento elaborado por Fray Lorenzo que la hace parecer muerta (Le poison). Julieta se encuentra debidamente establecida en el panteón familiar, con la esperanza de despertar para encontrarse Romeo que está esperando por ella. Por desgracia, el mensaje del Fraile de decirle a Romeo del plan de alguna manera se pierde, y en su lugar se oye solo de Benvolio que su esposa Julieta está muerta (Comentario lui dire).
Lleno de dolor, Romeo irrumpe en la bóveda de los Capuleto, donde se encuentra lo que él cree que son los restos mortales de su amada, y toma un veneno para reunirse con ella en la muerte (Mort de Romeo). Poco después, Julieta se despierta para encontrar a su marido muerto y ella se apuñala con la daga de Romeo (La mort de Juliette). Fray Lorenzo entra en la bóveda y se encuentra con los dos amantes muertos. Se queja a Dios (J'sais más). Cuando toda la historia es contada, las dos familias afectadas están de acuerdo de que de ahora en adelante han de vivir en paz (Coupables).

## Diferencias con la obra original
Diferencias con el argumento de Shakespeare incluyen que la naturaleza de la muerte de los amantes es diferente, dependiendo de la producción. Nuevos personajes, tales como la Muerte (solamente producciones en Francia y en Moscú) y el Poeta (la producción solo en francés) aparecen para el efecto dramático. La señora Capuleto tiene un papel mucho mayor y en la versión húngara, tiene un romance con su sirviente. El papel de Tebaldo ha cambiado ligeramente de ser puramente oscuro a un personaje más lamentable debido a su crecimiento con el odio y una infancia oscura, así como una atracción no correspondida a Julieta.

## Personajes
- Roméo	      (Damien Sargue)
- Julieta      (Cécilia Cara)
- Benvolio     (Grégori Baquet)
- Mercutio     (Philippe d'Avilla)
- Teobaldo     (Tom Ross)
- Señora Montesco (Eléonore Beaulieu)
- Señora Capuleto (Isabelle Ferron)
- Señor Capuleto	(Sébastien Chato)
- La Nodriza    (Réjane Perry)
- El príncipe de Vérona	(Frédéric Charter)
- Fray Lorenzo  (Claude Hadida)
- El Poeta      ([{Serge Le Borgne]])
- Conde París   (Essaï)

## Canciones
| Acte 1                   | Acte 2                                                           |
| ------------------------ | ---------------------------------------------------------------- |
| Ouverture (instrumental) | On dit dans la rue                                               |
| Vérone                   | C'est le jour                                                    |
| La haine                 | Le duel                                                          |
| Un jour                  | Mort de Mercutio                                                 |
| La Demande en mariage    | La vengeance                                                     |
| Tu dois te marier        | Duo du désespoir                                                 |
| Les rois du monde        | Le chant de l'alouette                                           |
| J'ai peur                | Demain                                                           |
| Le bal                   | Avoir une fille                                                  |
| L'amour heureux          | Sans elle                                                        |
| Le bal 2                 | Le poison                                                        |
| Le balcon                | Comment lui dire                                                 |
| C'est pas ma faute       | Mort de Roméo                                                    |
| Par amour                | La mort de Juliette                                              |
| Les beaux, les laids     | J'sais plus                                                      |
| Et voilà qu'elle aime    | Coupables (final)                                                |
| Aimer                    | Présentation des Acteurs Bonus : Aimer Bonus : Les Rois du Monde |

Extras
- Les rappels étaient Aimer et Les Rois du monde

Notas:
- "La Folie'" y "Pourquoi" fueron cantadas hasta el 27 de junio de 2001. Se pueden encontrar en la grabación de L'Integrale y el segundo disco de algunas grabaciones en DVD.
- "Sans elle" es cantada solo por Romeo en la grabación del molde, pero por Romeo y Julieta en el espectáculo
- Las llamadas cortinas eran "Aimer", "Vérone" (puntualmente) y "Les rois du monde"
-"On Dit Dans La Rue" en el CD se repite dos veces seguidas la frase "Sans elle" pero en la obra solo son dos veces con tono largo y están separados. 
-en "On Dit Dans La Rue" cuando dicen "Mais pourquoi la file de ton ennemi " en CD nada más se oye a Mercutio y en la obra se oyen los dos (Mercutio y Benvolio)
- Datos: Q1670602
- Multimedia: Roméo et Juliette, de la haine à l'amour / Q1670602